# 123 Pułk Grenadierów (Cesarstwo Niemieckie)
123 Pułk Grenadierów im. Króla Karola (5 Wirtemberski) (niem. Grenadier-Regiment „König Karl“ (5. Württembergisches) Nr. 123)  – pułk piechoty niemieckiej okresu Cesarstwa Niemieckiego.

## Historia
Pułk został sformowany 17 października 1799. Stacjonował w Ulm . Wchodził w skład XIII Korpusu Armijnego .
W wyniku mobilizacji, w sierpniu 1914 pułk osiągnął gotowość bojową i w składzie 53 Brygady Piechoty 27 Dywizji został wysłany na front zachodni.

## Bibliografia

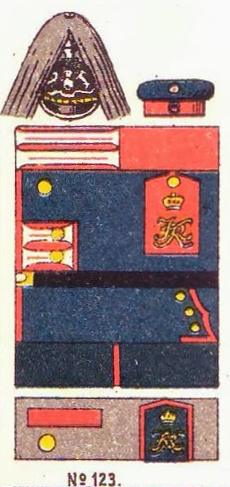
Oznaki pułku